# ليز مور
ليز مور (بالإنجليزية: Liz Moore)‏ هي كاتِبة أمريكية، ولدت في 25 مايو 1983.